# Seoul WFC
Seoul Women’s Football Club ist ein Fußballfranchise aus Seoul, Südkorea. Aktuell spielt das Franchise in der WK-League, der höchsten Spielklasse des Frauenfußballs in Südkorea. Das Franchise erreichte 2013 das Meisterschafts-Finale.

## Geschichte
Das Franchise wurde im März 2004 gegründet und spielt seit der Gründung der WK-League in der Liga.
In der ersten WK-League Saison 2009 erreichten sie den 3. Platz und verpassten knapp das Meisterschafts-Finalspiel. In der darauffolgenden Saison konnten sie ihren 3. Platz nicht verteidigen und erreichten nur den 4. Platz. 2011 konnten sie an ihre vorherigen Leistungen nicht anknüpfen und beendeten die Spielzeit auf dem 6. Platz. Die darauffolgende Saison wurde erfolgreicher. Sie erreichten am Ende den 5. Platz.
2013 wurde ihre bisher beste Saison in der Geschichte des Franchise. Sie erreichten als Überraschungsmannschaft den 2. Platz und konnten sich damit für das Halbfinale qualifizieren. Sie beendeten die reguläre Saison vor Icheon Daekyo WFC, dem Meister der letzten Saison. Im  Halbfinale mussten sie gegen Icheon antreten und gewannen völlig überraschend das Spiel mit 3:2 und zogen somit in das Finale ein. Im Finale erreichten sie zuhause ein 1:1 gegen Incheon Hyundai Steel Red Angels. Jedoch verloren sie das Rückspiel in Incheon mit 1:3 und wurden somit nur Vizemeister. Es war dennoch ihre beste Saison in der Mannschaftsgeschichte. Die darauffolgende Saison als Vizemeister beendeten sie auf dem 3. Platz. Dieser berechtigte sie zum Halbfinal-Meisterschaftsspiel gegen Incheon Daekyo WFC. Sie scheiterten knapp mit 0:1 an Icheon.
In den folgenden Saisons waren sie wieder auf tieferen Rängen, 2015 belegten sie den 6. Platz, 2016 den 5. Platz, 2017 den 4. Platz. Auch danach befinden sie sich zwischen dem 7. (2019, 2020, 2023), dem 6. (2018, 2024), dem 5. (2022) und 4. (2021) Rang.

## Stadion
Ihre Heimspiele trägt die Mannschaft im Hyochang-Stadion aus.